# Cephalozia sandvicensis
Cephalozia sandvicensis là một loài rêu trong họ Cephaloziaceae. Loài này được Mont. Spruce mô tả khoa học đầu tiên năm 1882.